# Liste der Erzbischöfe von Panama
Die folgenden Personen waren Bischöfe und Erzbischöfe von Panama:
- Juan de Quevedo Villegas OFM (1513–1519)
- Vicente de Peraza (Pirez) OP (1520–1526)
- Martin de Bejar OFM (1527–1530)
- Vicente de Valverde OP (1533–)
- Tomás de Berlanga OP (1534–1537)
- Pablo de Torres OP (1546–1560)
- Juan de Vaca (Baca) OSB (1561–1565)
- Francisco de Abrego (1566–1574)
- Manuel de Mercado Aldrete OSH (1576–1580)
- Bartolomé de Ledesma OP (1580–1583) (dann Bischof von Antequera, Oaxaca)
- Bartolomé Martinez Menacho y Mesa (Mechado) (1587–1593) (dann Erzbischof von Santafé en Nueva Granada)
- Pedro Duque de Rivera SJ (1594–1594)
- Antonio Calderón de León (1598–1605) (dann Bischof von Santa Cruz de la Sierra)
- Agustín de Carvajal OSA (1605–1612) (dann Bischof von Ayacucho o Huamanga)
- Francisco de la Cámara y Raya OP (1612–1624)
- Cristóbal Martínez de Salas OPraem (1625–1640)
- Hernando de Ramírez y Sánchez OSsT (1640–1652)
- Bernardo de Izaguirre Reyes (1654–1660) (dann Bischof von Cuzco)
- Diego López de Vergara y Aguilar (1662–)
- Sancho Pardo de Andrade de Figueroa y Cárdenas (1667–1671) (dann Bischof von Ayacucho o Huamanga)
- Antonio de León y Becerra (1671–1676) (dann Bischof von Trujillo)
- Lucas Fernández de Piedrahita (1677–1688)
- Diego Ladrón de Guevara (1689–1699) (dann Bischof von Ayacucho o Huamanga)
- Juan José Llamas Rivas OCarm (1714–1720)
- Juan José de Llamas y Rivas OC (1716–1719)
- Bernardo Serrada OC (1720–1725) (dann Bischof von Cuzco)
- Agustín Rodríguez Delgado (1725–1731) (dann Bischof von La Paz)
- Pedro Morcillo Rubio de Suñón (1731–1741) (dann Bischof von Cuzco)
- Diego de Salinas y Cabrera OSA (1741–1741)
- Juan de Castañeda (1742–1749) (dann Bischof von Cuzco)
- Felipe Manriquez de Lara (1749–1750) (dann Bischof von Ayacucho o Huamanga)
- Valentín Moran Menéndez OdeM (1750–1751) (dann Bischof der Kanarischen Inseln)
- Juan B. Tabarga (1751–1751)
- Francisco Javier de Luna Victoria y Castro (1751–1758) (dann Bischof von Trujillo)
- Juan Manuel Jeronimo de Romaní y Carrillo (1758–1763) (dann Bischof von Cuzco)
- Miguel Moreno y Ollo (1763–1770) (dann Bischof von Ayacucho o Huamanga)
- Francisco de los Ríos y Armengol OP (1770–1776)
- José Antonio Umeres de Miranda (Humeres) (1777–1791)
- Remigio de La Santa y Ortega (1792–1797) (dann Bischof von La Paz)
- Manuel Joaquín González de Acuña y Saenz (1797–1813)
- Simón López García CO (1814–1815) (dann Bischof von Orihuela)
- José Higinio Durán y Martel OdeM (1816–1823)
- Juan José Cabarcas González y Argüello (1835–1847)
- Juan Francisco del Rosario Manfredo y Ballestas (1847–1850)
  - Eduardo Vásquez OP (1853–1856) (Apostolischer Vikar)
- Eduardo Vásquez OP (1856–1869)
- Ignacio Antonio Parra (1870–1875) (dann Bischof von Nueva Pamplona)
- José Telésphor Paúl Vargas SJ (1875–1884) (dann Erzbischof von Santafé en Nueva Granada)
- Jose Alejandro Peralta (1886–1899)
- Francisco Javier Junguito SJ (1901–1911)
- Guillermo Rojas y Arrieta CM (1912–1933)
- Juan José Maíztegui y Besoitaiturria CMF (1933–1943)
- Francisco Beckmann CMF (1945–1963)
- Tomás Alberto Clavel Méndez (1964–1968)
- Marcos Gregorio McGrath CSC (1969–1994)
- José Dimas Cedeño Delgado (1994–2010)
- José Domingo Ulloa Mendieta OSA (seit 2010)